# Thor Putnam
Thorington Caldwell Putnam dit Thor Putnam (14 octobre 1911, Berkeley, Californie - 26 janvier 2001) est un artiste américain de décors pour l'animation, connu pour ses activités au sein des Studios Disney.

## Biographie
Après avoir obtenu un diplôme de l'université Stanford en 1932, il entre au Chouinard Art Institute puis en 1938 aux studios Disney.
En 1942, il rejoint la Navy pour son service militaire mais y travaille comme superviseur de production de 37 films d'entrainement jusqu'en 1946, quand il retourne chez Disney. Il travaille alors comme artiste de layout.

## Filmographie
- 1938 : Ferdinand le taureau (layout)
- 1939 : Le Cochon pratique (layout)
- 1940 : Pinocchio (directeur artistique)
- 1940 : Fantasia, séquence Une nuit sur le mont Chauve - Ave Maria (directeur artistique)
- 1942 : Le Jardin de Donald (layout)
- 1948 : Johnny Pépin-de-Pomme (layout)
- 1948 : Mélodie Cocktail (layout)
- 1948 : Le Crapaud et le Maître d'école (layout)
- 1948 : Danny, le petit mouton noir (layout)
- 1950 : Cendrillon (layout)
- 1951 : Alice au pays des merveilles (layout)
- 1952 : The Little House (layout)
- 1953 : Peter Pan (layout)
- 1953 : Franklin et Moi (layout)
- 1954 : The Lone Chipmunks (layout)
- 1955 : La Belle et le Clochard (layout)
- 1957-1958 : Disneyland 4 épisodes (layout)